# Rolf Franke (Politiker)
Rolf Franke (* 22. Oktober 1919 in Bremen; † 20. Juli 1997) war ein deutscher Unternehmer und Politiker (SPD). Er war Mitglied der Bremischen Bürgerschaft und des Hessischen Landtages.

## Biografie

### Ausbildung und Beruf
Nach dem Besuch der Volks-, Berufs- und Fachschule durchlief Franke die Bau- und Ingenieurschule, die er als Schiffsingenieur abschloss. Im Anschluss wechselte er auf die Bremer Verwaltungsschule. Er  arbeitete zunächst als Gewerkschaftssekretär. Später besuchte er das kaufmännische Handelsseminar in Hessen und war dort als mittelständischer Mineralölunternehmer tätig. Darüber hinaus fungierte er als Vorsitzender der Arbeitsgemeinschaft Bundesautobahntankstellen e.V. mit Sitz in Bonn.

### Politik
Franke war Mitglied der SPD in Bremen und Hessen. 
Er war vom 29. Dezember 1959 bis 1963 Abgeordneter der Bremischen Bürgerschaft. Schon zuvor war er von 1955 bis 1959 und dann bis 1963 in der Deputation für Justiz und Gefängniswesen und zeitweise Sprecher dieser Deputation sowie von 1959 bis 1963 in der Deputation für Inneres der  Bürgerschaft. 
Franke wechselte später in die hessische Landespolitik und wurde Vorsitzender der Arbeitsgemeinschaft der Selbständigen in der SPD Hessen-Süd. Vom 1. Dezember 1970 bis zum 30. November 1974 war er Mitglied des Hessischen Landtages.